# Ralph Burgess Gibson
Ralph Burgess Gibson, kanadski general, * 1894, † 1962.
Med letoma 1944 in 1946 je bil podnačelnik Generalštaba Kanadske kopenske vojske.